# ソラレン
ソラレンまたはプソラレン（Psoralen）は、直線型フラノクマリンとして知られる天然に存在する有機化合物の母核構造である。構造的には、クマリンにフラン環が融合しており、ウンベリフェロンの誘導体と考えることもできる。生薬として用いられるマメ科のオランダビユ（Cullen corylifolium）から1933年に発見され、当時のオランダビユの学名 Psoralea corylifolia にちなみ命名された。1936年には合成され、オランダビユから抽出したものと同一であることが確認された。
オランダビユの種子に含まれる他、イチジクの葉、セロリ、パセリ、サンショウ、全ての柑橘類にも含まれる。乾癬、皮膚炎、尋常性白斑、皮膚T細胞性リンパ腫等の治療のためPUVA療法（ソラレンとUVAの併用）に広く用いられる。多くのフラノクマリンは魚類にとって猛毒で、インドネシアでは小川に投じて魚を捕まえるのに用いられる。

## 利用
ソラレンは変異原であり、分子生物学研究においてこの用途で用いられる。ソラレンはDNAにインターカレーションし、紫外線照射によって、5'-TpA部位に選択的に、チミンに一付加物や共有結合鎖間架橋を形成し、アポトーシスを誘発しうる。PUVA療法は、乾癬等の過剰増殖性皮膚疾患や特定の種類の皮膚がんの治療に用いられる。しかし、PUVA療法自体が皮膚がんのリスクを高めることにつながる。
ソラレンの重要な用途に、PUVA療法として、主に乾癬、稀に皮膚炎や尋常性白斑の治療に用いられることがある。これは、ソラレンの紫外線吸収が大きいことを利用したものである。まずソラレンで皮膚の感受性を上げ、その後、紫外線照射して皮膚の問題を取り除く。また、脱毛の治療にも利用が推奨されている。フォトフェレーシス（循環光療法）にも用いられ、この場合は紫外線照射の前に抽出した白血球と混合される。
その発がん性に関わらず、ソラレンは1996年まで日焼け促進剤として用いられていた。ソラレン含有日焼け促進剤を使用して日光浴した者の中には、重度の皮膚欠損となった者もいた。皮膚色が薄い者は、皮膚色が濃い者に比べ、ソラレンによる黒色腫生成が4倍も多かった。ソラレンの短期的な副作用には、吐き気、嘔吐、紅斑、掻痒症、乾癬、皮膚神経の光毒性損傷による皮膚痛等があり、皮膚や生殖器の悪性腫瘍を引き起こす可能性がある。
改良ソラレンのさらなる用途としては、血液製剤中の病原体の不活化等がある。合成アミノ-ソラレンであるアモトサレン塩酸は、輸血用の血小板や血漿中の感染性病原体（細菌、ウイルス、原生生物）の不活化のために開発された。臨床使用に先立って、アモトサレン処理血小板は、p53ノックアウトマウスで発癌性が現れないか試験が行われ、発癌性がないことが確認された。この技術は、ヨーロッパの血液センターでは日常的に利用されており、アメリカ合衆国でも最近承認された。

## 化学
ソラレンはDNA二重らせんに挿入され、紫外線照射によってピリミジン塩基（特にチミン）と付加物を形成するのに最適な位置に配位する。
ソラレン-DNA相互作用の結合定数を導出するためのいくつかの物理化学的方法が採用されている。古典的には、半透膜で区切られたソラレンと緩衝DNA溶液の2つの画分を用いる。DNAに対するソラレンの親和性は、平衡後のDNA画分のソラレン濃度と直接関係している。水溶性は、薬物の血液溶解に関連する薬物動態と、ジメチルスルホキシド等の有機溶媒の利用の必要性の2つの面で重要である。また、ソラレンは長波長紫外線の放射により活性化する。UVA領域の光が臨床的標準であるが、UVBでより効率的に光付加物が形成されるという研究結果から、UVBを用いることでより効率が上がり、処理時間が短くなることが示唆されている。
ソラレンの光化学反応部位は、フラン環とピロン環の炭素-炭素二重結合の各々にある。ピリミジン塩基に隣接して適切に挿入されると、四中心光環化付加反応により2つのシクロブチル型一付加物のいずれかが形成される。通常、フラン側の一付加物の方が多く形成される。フラン一付加物は2つめのUVA光子を吸収し、分子のピロン端での2度目の四中心光環化付加反応により、二付加物または架橋を形成する。ピロン一付加物はUVAを吸収せず、UVAの放射によってこれ以上架橋が形成されることはない。
この分類の化合物のもう1つの重要な特徴は、一重項酸素を生成できることである。この過程は付加物生成と直接競合し、励起状態エネルギーの散逸の代替経路である可能性がある。
ソラレンの研究は、歴史的にDNAやRNAとの相互作用に焦点が当てられてきた。しかしソラレンは、ある種のアグレッシブなタイプの乳がんで過剰発現している、ErbB2受容体によるシグナル伝達をブロックすることが示されている。人工誘導体であるベルガプテン（5-(4-フェノキシブトキシ)ソラレン）は、特定のカリウムチャネルを阻害することで、免疫抑制剤となる可能性がある。ベルガプテンの構造ではDNAへの挿入が防がれ、一重項酸素はほとんど生成されないため、in vivoでの望ましくない毒性は大きく低下する。多発性硬化症、1型糖尿病、関節リウマチ等の様々な自己免疫疾患に対する治療効果が期待される。作用機序として、細胞表面の修飾とイオンチャネルのブロックの2つが発見されたが、まだ多くの研究が必要である。

### 構造
多くのフラノクマリンは、ソラレンまたはアンゲリシンのどちらかの誘導体であるとみなせる。ソラレンとその誘導体は直線型の化学構造を持つため、しばしば直線型フラノクマリンと呼ばれる。重要な直線型フラノクマリンには、メトキサレン（キサントトキシン）、ベルガプテン、インペラトリン、マルメシン等がある。
ソラレンの構造は、分解反応の生成物の同定から推定されてきた。アルカリによる開環でクマリン酸(coumarinic acid)やクマル酸誘導体を生成する等、クマリンのラクトンとして通常の反応性を示す。過マンガン酸カリウムによりフラン環が酸化するが、他の酸化方法では、フラン-2,3-カルボン酸が生じる。

### 合成
ウンベリフェロンはソラレンを生成するために置換が必要な6位よりも8位が置換される傾向が強いため、ソラレンの合成は困難である。ベンゾフランは、ベンゼン環よりもフラン環が反応しやすい。しかし、クマラン(2,3-ジヒドロベンゾフラン)の7-ヒドロキシ誘導体は6位で置換でき、その後のガッターマン反応、無水酢酸を用いたパーキン反応を可能とする。最後に五員環が脱水素し、フラン環ができ、合成が完了する。

## 植物中の存在
イチジクの葉には、恐らく最も多くソラレンが含まれる。他に、クエラ(Ammi visnaga)、パースニップ、パセリ、ラベージ、ウイキョウの種子、ニンジン、オランダビユ、セロリ、ベルガモット油（ベルガプテン、ベルガモチン）等にも少量含まれる。

## DNAへのソラレン挿入の修復
PUVA療法は、DNA鎖間架橋と一付加物の両方を形成する。ソラレンにより導入されたDNA鎖間架橋は、複製中の細胞に強い遺伝毒性を持つ。共有結合は、複製フォークの進行を妨げるため、複製が再開される前にDNA鎖間架橋の除去が必要である。通常、DNA修復の最初の段階は、架橋の両端の1つの親鎖の切断であり、続いて、正確な方法または不正確な方法によって、損傷部の修復が行われる。
相同組換え修復は架橋修復の正確な方法であり、同じ細胞のもう一方の相同染色体からの情報で損傷した情報が置き換えられる。相同組換えに欠陥のある大腸菌細胞は、野生型と比較してPUVA療法に対して非常に感受性が高い。相同組換え修復は効率的であり、大腸菌においては1つか2つの非修復架橋があれば細胞が不活化するが、53から71個のソラレン架橋があっても修復が可能であった。出芽酵母では、相同組換え修復はソラレン架橋を正確に除去する主要な方法である。野生型の酵母では、相同組換え修復による架橋除去の際の組換えは、主に非乗換え型の遺伝子変換である。SV40ウイルス感染細胞や単純ヘルペスウイルス感染細胞等のウイルスDNA中のソラレン架橋も組換え修復により除去されているようである。
ソラレン架橋修復の不正確な方法では、2つの切断によるギャップを埋めるためにDNAポリメラーゼが用いられているようである。この方法は、相補的な未切断鎖には架橋の一部が残っているため、正確な修復合成のための適切な鋳型として機能できず、不正確なものとなる。不正確な修復合成は、突然変異の原因となる。鋳型DNA鎖中のソラレン一付加物も、突然変異を引き起こす不正確な複製バイパス（損傷乗り越え複製）の原因となる。T4ファージにおいてPUVA療法後に観察される突然変異の増加は、DNAポリメラーゼによる損傷乗り越え複製による不正確性を反映していることが判明した。

## 核酸構造の分析
ソラレンは可逆的に核酸二重らせんを架橋することができ、そのためDNAとRNAの相互作用や構造の分析に用いられてきた。

## 関連文献
1. Dean, F.M. (1963). Naturally Occurring Oxygen Ring Compounds. London: Butterworths
2. The Merck Index (7th ed.). Rahway NJ: Merck. (1960)